# Ginji Aki
Ginji Aki (安芸 銀治 Aki Ginji?, nacido el 4 de junio de 1994 en Chiba) es un futbolista japonés que se desempeña como delantero.

## Trayectoria

### Clubes
| Club            | País  | Año  |
| --------------- | ----- | ---- |
| Blaublitz Akita | Japón | 2017 |

## Estadística de carrera

### J. League
| Club            | Año   | J. League | J. League | Copa J. League | Copa J. League | Total | Total |
| Club            | Año   | Part.     | Goles     | Part.          | Goles          | Part. | Goles |
| --------------- | ----- | --------- | --------- | -------------- | -------------- | ----- | ----- |
| Blaublitz Akita | 2017  | 7         | 0         | -              | -              | 7     | 0     |
| Total           | Total | 7         | 0         | 0              | 0              | 7     | 0     |